# Венециани, Чезаре
Чезаре Венециани (итал. Cesare Veneziani, 11 января 1934 года, Бергамо, Италия — 18 января 2023 года, там же) — итальянский управленец и политик, мэр Бергамо с 1999 по 2004 год.

## Биография
Работал менеджером в компании Fiat, занимал руководящие должности в компаниях группы Fiat: Impresit, Telettra, Magneti Marelli в Италии и за рубежом.
В 1999 году Венециани был номинирован правоцентристской коалицией Polo delle Libertà на пост мэра Бергамо, бросив вызов уходящему в отставку Гвидо Вичентини. В первом туре Вичентини набрал 30,95 % голосов против 40,3 % у Венециани. Во втором туре 27 июня был избран Венециани, сумевший собрать 18,4 % голосов Лиги Севера, ранее полученных Рафаэллой Бордонья.
Среди осуществлённых мероприятий совета Венециани:
- строительство подземного перехода Рондо делле Валли;
- новый автовокзал;
- Торгово-выставочный центр Fiera Nuova di Bergamo;
- новая библиотека Тирабоски Марио Ботта;
- Палатенда (Театр Креберг в Бергамо);
- проектирование и строительство Восточной кольцевой дороги Бергамо. Работы позже были отменены из-за разногласий с последующей администрацией, которая предпочла заплатить штраф в размере 1 миллион евро и отказаться от 15 миллионов евро регионального финансирования, вместо того, чтобы разрешить физический запуск строительной площадки[3].

В 2000 году Чезаре Венециани подписал Программное соглашение по строительству нового госпитального комплекса Ospedali Riuniti в районе Трукка, после решения, принятого предыдущей администрацией вопреки мнению составителей генерального плана, которые решили проводить работы в районе Мартинелла, на северо-востоке, из-за болотистой земли района Трукка. Кроме того, район Трукка расположен на маршруте, по которому взлетают самолёты из аэропорта Орио-аль-Серио, и в 1500 метрах от химического завода в Моццо, включенного в региональный список компаний, подверженных риску крупной аварии. Кроме того, строительству, окончание которого первоначально было запланировано на весну 2010 г., пришлось столкнуться с наличием в этом районе водоносного горизонта, настолько высокого, что в дни сильных дождей водой затопляло подвалы башни № 5. В 2012 г., после различных переносов сроков и успешного решения проблемы грунтовых вод (был построен новый дренажный канал) больница наконец-то открылась для публики и теперь полностью функциональна.
В 2004 году Венециани снова баллотировался в мэры, также поддержанный Лигой Севера, но проиграл выборы своему сопернику Роберто Бруни, которого поддержали все левоцентристы. Венециани обвинил в поражении на выборах местную прессу (L’Eco di Bergamo) и католический мир, заявив, что всегда был нелюбим первой, а также, возможно, был не по нраву и части второго как авторитарный лидер, пытавшийся управлять муниципалитетом, как компанией. Сам он заявлял, что при демократии нужно не только обсуждать, но и принимать решения. Подчёркивал, что не является политиком. Позиционировал себя как патриота Бергамо:

я желаю всем: пусть никогда не угаснут в наших сердцах страсть и гордость за то, что мы родом из Бергамо, желание всегда со смирением и мужеством работать для нашего города. Для Бергамо, вашего, нашего города.
Оригинальный текст (итал.)E per tutti formulo un augurio: che non venga mai meno nei nostri cuori la passione e l'orgoglio di essere bergamaschi e la volontà di lavorare sempre, con umiltà e coraggio, per la nostra Città. Per Bergamo, la Tua, la nostra Città

В 2005 году он был выдвинут Союзом Центра на пост областного советника, но не был избран.
Умер 18 января 2023 года в родном городе в возрасте 89 лет. Похороны состоялись 20 января в приходской церкви Санта-Мария-Иммаколата-делле-Грацие.
У Венециани остались жена Джованна и четверо детей — Елена, Лиза, Серджио и Маттео.